# Pretty Deadly (catch)
Pour les articles homonymes, voir Pretty Deadly.
 (octobre 2022).
La mise en forme du texte ne suit pas les recommandations de Wikipédia : il faut le « wikifier ».
Les points d'amélioration suivants sont les cas les plus fréquents. Le détail des points à revoir est peut-être précisé sur la page de discussion.
- Les titres sont pré-formatés par le logiciel. Ils ne sont ni en capitales, ni en gras.
- Le texte ne doit pas être écrit en capitales (les noms de famille non plus), ni en gras, ni en italique, ni en « petit »…
- Le gras n'est utilisé que pour surligner le titre de l'article dans l'introduction, une seule fois.
- L'italique est rarement utilisé : mots en langue étrangère, titres d'œuvres, noms de bateaux, etc.
- Les citations ne sont pas en italique mais en corps de texte normal. Elles sont entourées par des guillemets français : « et ».
- Les listes à puces sont à éviter, des paragraphes rédigés étant largement préférés. Les tableaux sont à réserver à la présentation de données structurées (résultats, etc.).
- Les appels de note de bas de page (petits chiffres en exposant, introduits par l'outil «  Source ») sont à placer entre la fin de phrase et le point final[comme ça].
- Les liens internes (vers d'autres articles de Wikipédia) sont à choisir avec parcimonie. Créez des liens vers des articles approfondissant le sujet. Les termes génériques sans rapport avec le sujet sont à éviter, ainsi que les répétitions de liens vers un même terme.
- Les liens externes sont à placer uniquement dans une section « Liens externes », à la fin de l'article. Ces liens sont à choisir avec parcimonie suivant les règles définies. Si un lien sert de source à l'article, son insertion dans le texte est à faire par les notes de bas de page.
- La présentation des références doit suivre les conventions bibliographiques. Il est recommandé d'utiliser les modèles {{Ouvrage}}, {{Chapitre}}, {{Article}}, {{Lien web}} et/ou {{Bibliographie}}. Le mode d'édition visuel peut mettre en forme automatiquement les références.
- Insérer une infobox (cadre d'informations à droite) n'est pas obligatoire pour parachever la mise en page.

Pour une aide détaillée, merci de consulter Aide:Wikification.
Si vous pensez que ces points ont été résolus, vous pouvez retirer ce bandeau et améliorer la mise en forme d'un autre article.
Palmarès
2 fois champions par équipe de la NXT
1 fois champions par équipe de la NXT UK
Pretty Deadly est une équipe de catcheurs Heel, composée d'Elton Prince (né le 21 mai 1997 à Grays) et de Kit Wilson (né le 21 novembre 1994 à Londres). Le duo travaille actuellement à la World Wrestling Entertainment, dans la division SmackDown.

## Histoire du groupe

### Circuit indépendant (2015–2020)
Howley et Stoker font leur début en tant qu'équipe le 2 février 2019 lors du Hustle Wrestling Live, à Enfield, en battant Justin case et Justin Vincible dans un match par équipe. Cependant, ils utilisèrent une fois le nom de Greased Lightning lors d'un match contre Lance Lawrence et Oliver Peace, lors de l'épisode du 14 Novembre 2015 de WrestleForce Live, à Basingstoke. Stoker était préalablement connu sous le nom de Sammy Smooth. Après ça, ils ont tous les deux repris la compétition en tant que compétiteur seuls. Ils sont également connus pour le présence dans des promotions de catch telle que Progress Wrestling ou Revolution Pro Wrestling. Durant leur affiliation à l'International Pro Wrestling : United Kingdom, ils remportent le Titre par Equipe britannique de l'IPW, en tant que "Pretty Bastards" puis en tant que "The Collective", en trio avec James Castle,

### World Wrestling Entertainment (2020–...)

#### NXT UKet champions par équipe de laNXT UK(2020–2022)
Le 6 février 2020 à NXT UK, ils effectuent leurs débuts en tant que Heel, mais perdent face à Ashton Smith et Oliver Carter. Après le combat, frustrés par leur défaite, ils attaquent leurs adversaires. 
Le 25 février 2021 à NXT UK, ils deviennent les nouveaux champions par équipe de la NXT UK en battant Gallus (Mark Coffey et Wolfgang), remportant les titres pour la première fois de leurs carrières.  
Le 9 décembre à NXT UK, ils perdent face à Moustache Mountain (Trent Seven et Tyler Bate), ne conservant pas leurs titres et mettant fin à un règne de 287 jours.

#### NXTet doubles champions par équipe de laNXT(2022–2023)
Le 5 avril 2022 à NXT 2.0, ils effectuent leurs débuts dans le show jaune, sous les noms d'Elton Prince et Kit Wilson, en attaquant les Creed Brothers (Brutus et Julius Creed) qui avaient battu Imperium (Fabian Aichner et Marcel Barthel). La semaine suivante à NXT 2.0, ils deviennent les nouveaux champions par équipe de la NXT en battant leurs mêmes adversaires dans un Tag Team Gauntlet match, remportant les titres pour la première fois de leurs carrières et leurs seconds titres par équipe. Le 4 juin à NXT TakeOver: In Yout House, ils perdent le match revanche face aux Creed Brothers, ne conservant pas leurs titres et mettant fin à un règne de 53 jours.
Le 4 septembre à Worlds Collide, ils redeviennent champions par équipe de la NXT et champions par équipe de la NXT UK en prenant leur revanche sur leurs mêmes adversaires, puis en battant Gallus (Mark Coffey et Wolfgang), Brooks Jensen et Josh Briggs dans un Fatal 4-Way Tag Team match, remportant les deux titres par équipe pour la seconde fois et unifiant les quatre ceintures. 
Le 10 décembre à NXT Deadline, ils perdent face au New Day (Kofi Kingston et Xavier Woods), ne conservant pas leurs titres et mettant fin à un règne de 97 jours.
Le 4 février 2023 à NXT Vengeance Day, ils ne remportent pas les titres par équipe de la NXT, battus par Gallus (Mark Coffey et Wolfgang) dans un Fatal 4-Way Tag Team match, qui inclut également leurs mêmes adversaires et Chase U (Andre Chase et Duke Hudson).

#### Draft àSmackDown(2023-...)
Le 1er mai à Raw, lors du Draft, ils sont annoncés être officiellement transférés à SmackDown par Road Dogg. Le 19 mai à SmackDown, ils effectuent leur premier match en battant les Brawling Brutes (Butch et Ridge Holland).

## Vie privée
En 2017, Lewis Howley apparait dans un épisode de First Dates.

## Palmarès
- International Pro Wrestling: United Kingdom
  - IPW:UK Tag Team Championship (2 fois) – avec James Castle (1)[21],[22]

- World Wrestling Entertainment
  - 2 fois champions par équipe de la NXT
  - 2 fois champions par équipe de la NXT UK[23],[24] (derniers)